# Plaza de Santa Cruz (Sevilla)
La plaza de Santa Cruz se encuentra en el barrio de Santa Cruz de Sevilla (Andalucía, España). Su emplazamiento es el que antes ocupaba la primitiva iglesia de Santa Cruz. En esta plaza convergen las calles Nicolás Antonio, Mezquita, calle Santa Teresa y la plaza de Alfaro.

## Historia
El espacio de la actual plaza estaba ocupado primitivamente por una mezquita, que tras la conquista de la ciudad por Fernando III de Castilla y León en 1248, pasó a ser una de las sinagogas de la judería de la ciudad, barrio que se extendía por los actuales barrios de Santa Cruz, Santa María la Blanca y San Bartolomé.
Tras el asalto y destrucción de la judería, el cabildo de la ciudad la convirtió en 1391, en la iglesia de Santa Cruz. Desde entonces existió una pequeña plazuela en torno a la iglesia, en el actual ensanche en la confluencia con la calle Santa Teresa, que pudiera corresponderse al cementerio del templo y que ya se denominó como plazuela de Santa Cruz, aunque también fue nombrada como plazuela del Campanario por lo menos hasta comienzos del siglo XVIII.
El templo se renovó en 1480 por el arzobispo Pedro González de Mendoza lo que modificó ligeramente el espacio exterior. 
En 1682 fue enterrado en esa iglesia Bartolomé Esteban Murillo.
De acuerdo al Diccionario Madoz, los problemas estructurales del edificio obligaron a su desalojo entre 1806 y 1807. Durante invasión francesa, en 1810, las autoridades ordenaron el traslado de la parroquia a una nueva sede, la iglesia del Hospital de los Venerables, y decretaron su demolición con la intención de abrir una plaza. El diccionario Madoz alega que se realizó "para dar anchura á las estrechas calles que lo rodeaban". Con posterioridad a la ocupación francesa se proyecta reconstruir el templo, pero la falta de fondos y la Desamortización de Mendizábal de 1835 cambiará el panorama, el cercano convento de mínimos del Espíritu Santo quedará exclaustrado, aprovechándose su templo como nueva sede parroquial hasta la actualidad; Félix José Reinoso, párroco de esta iglesia en la fecha escribió que se trasladó “del templo antiguo, indecente en su construcción y condenado como ruinoso por varios arquitectos a la iglesia que había sido de los clérigos menores".
El aspecto actual de la plaza se debe a la urbanización proyectada por Juan Talavera y Heredia en 1918  dentro de las numerosas reformas que vivió la ciudad con vistas a la Exposición Iberoamericana que se realizó en 1929.

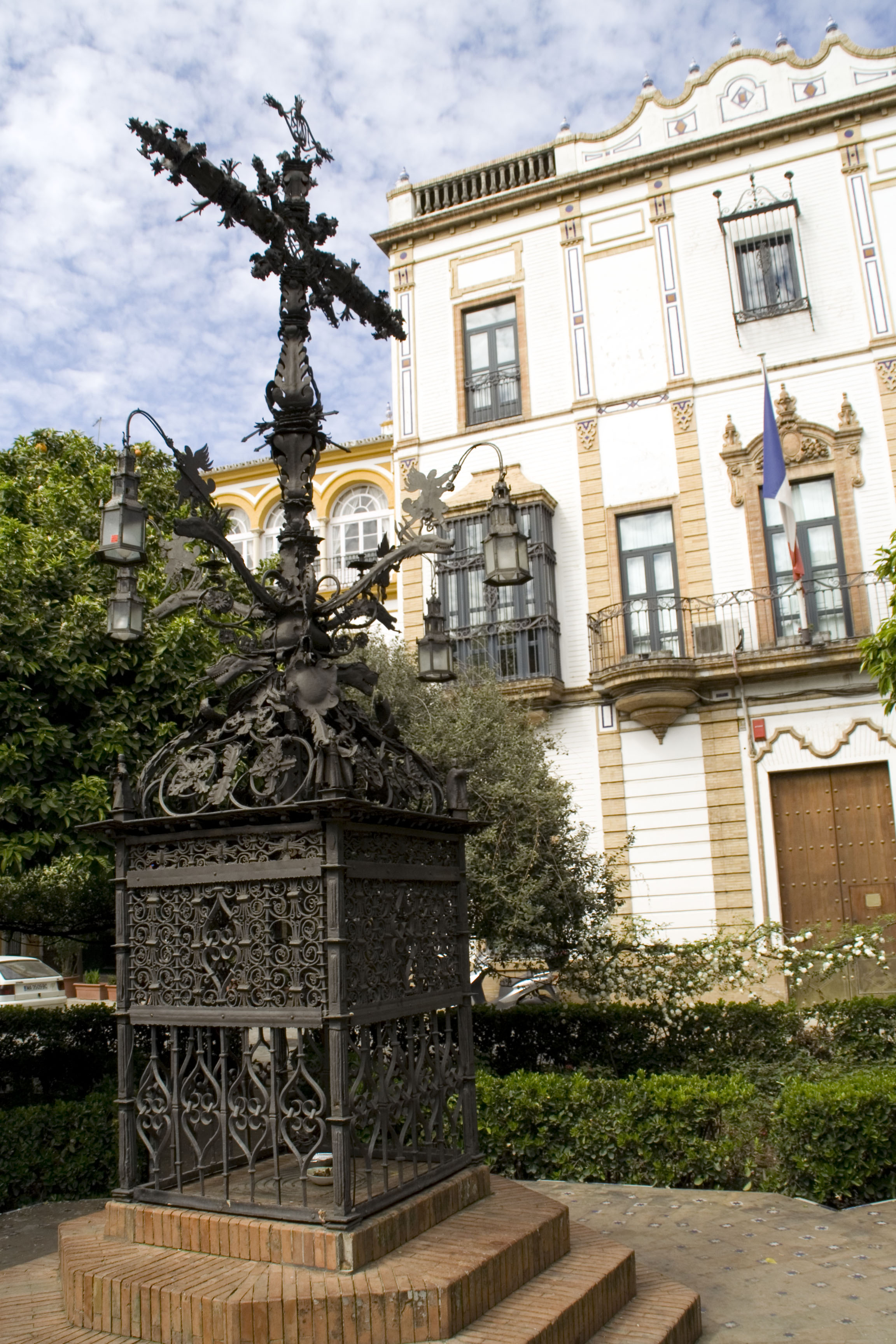
Cruz de la Cerrajería.
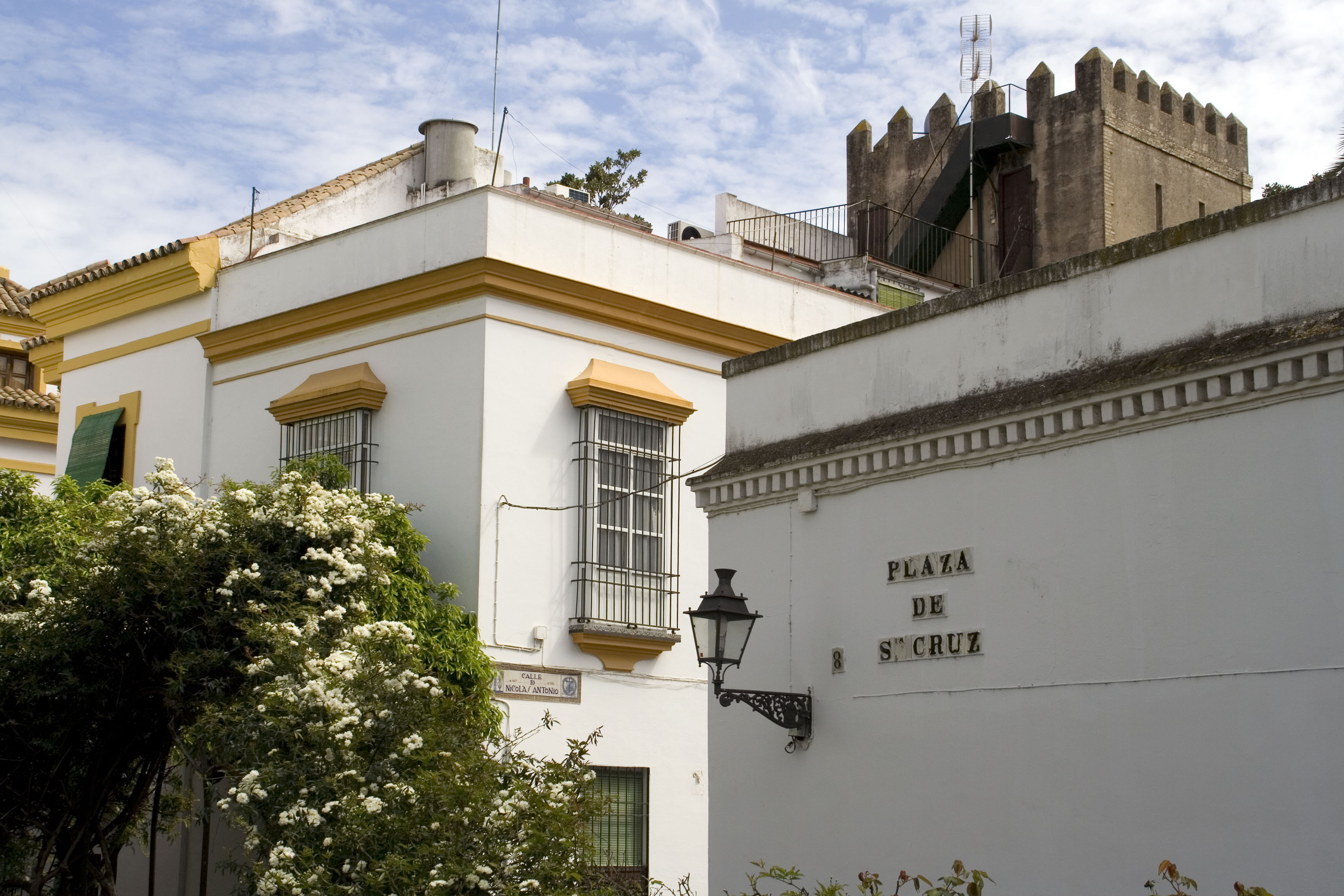
Acceso a la plaza por la calle Nicolás Antonio.
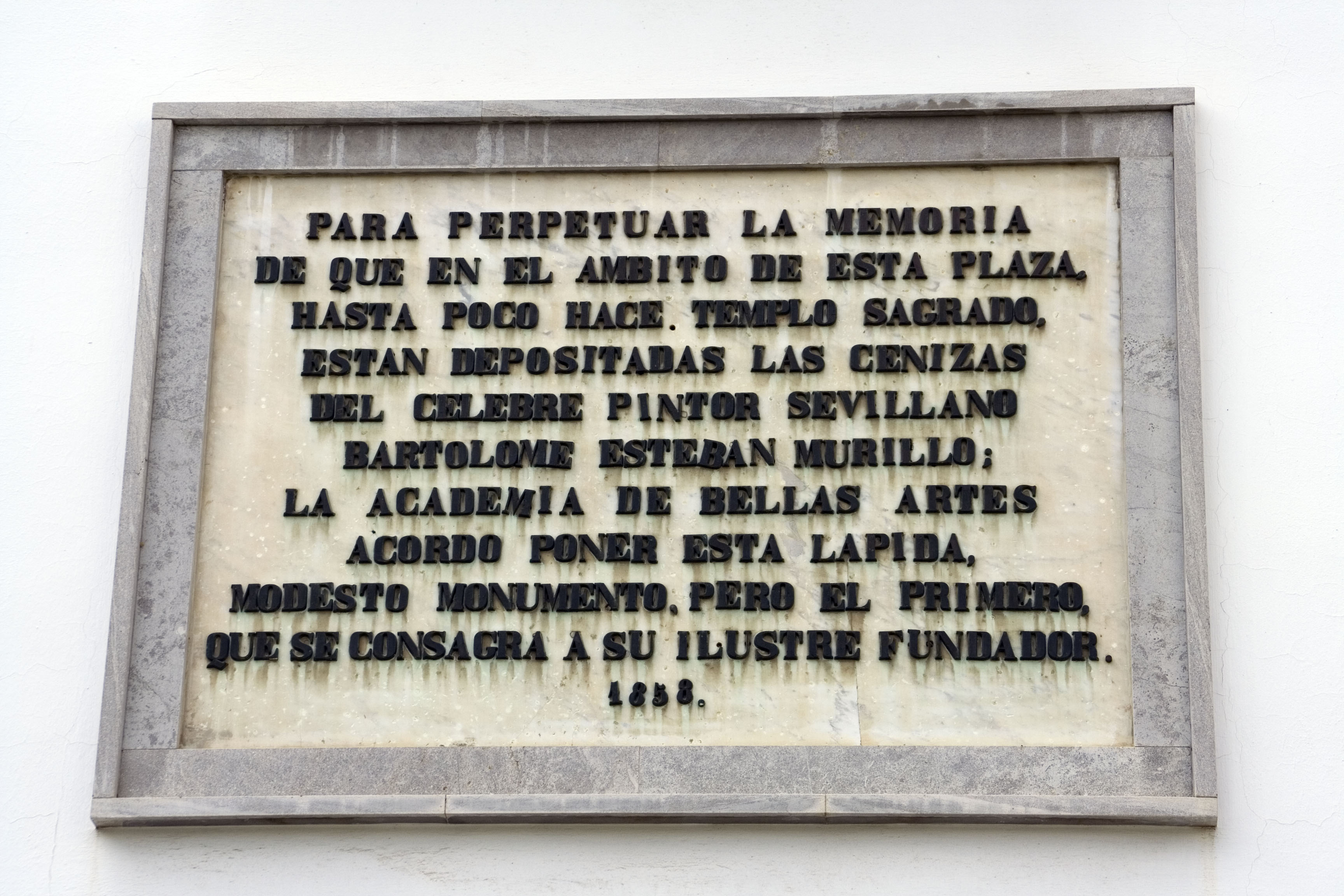
Placa en la fachada oeste en recuerdo de Murillo. El pintor fue enterrado en la antigua iglesia que ocupaba la plaza; por error la placa hace referencia a "las cenizas" de Murillo, siendo correcto decir "restos" ya que nunca fue incinerado

## Descripción

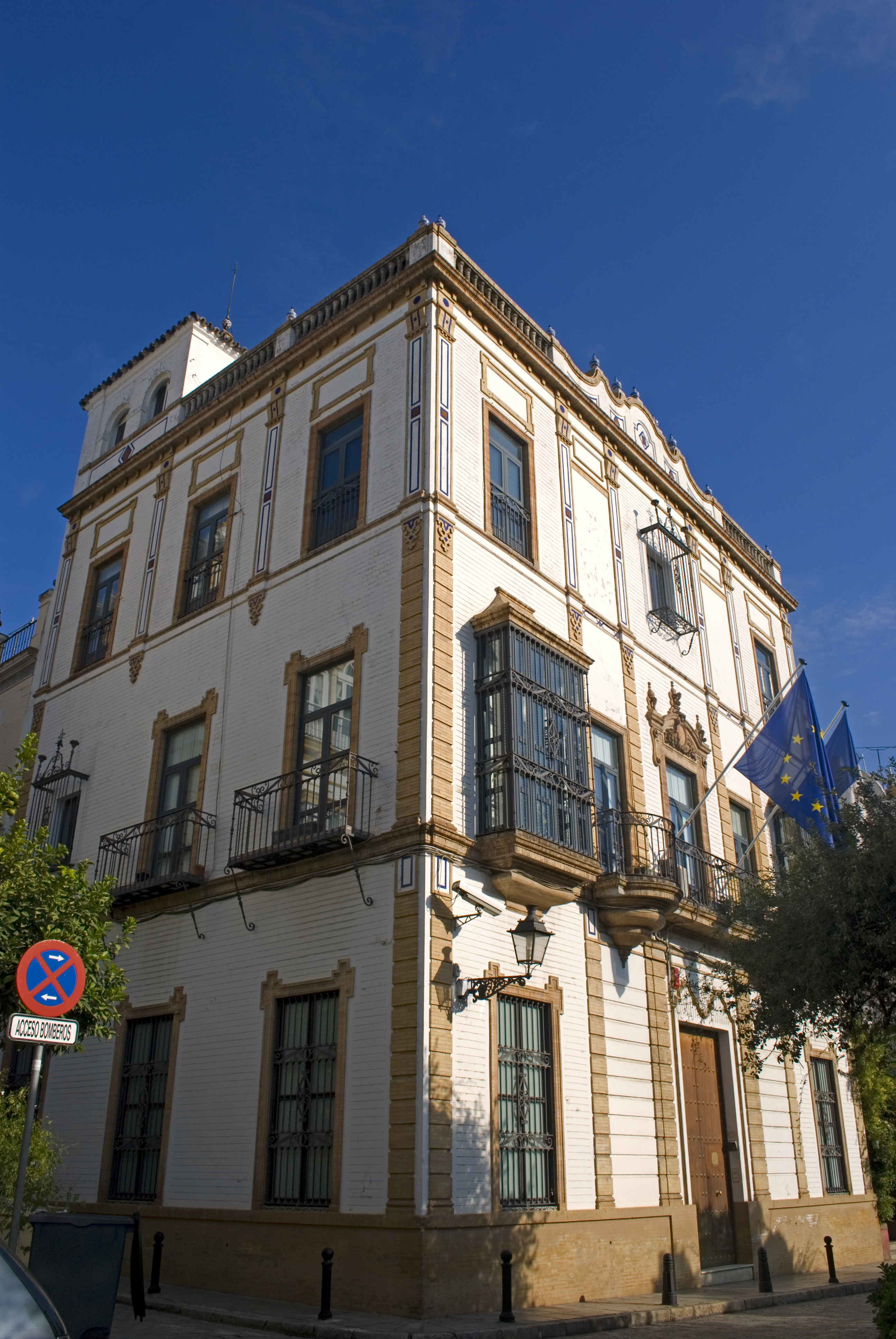
Edificio del arquitecto Juan Talavera y Heredia donde estuvo el Consulado de Francia desde poco después de su construcción, en 1923, hasta 2019.

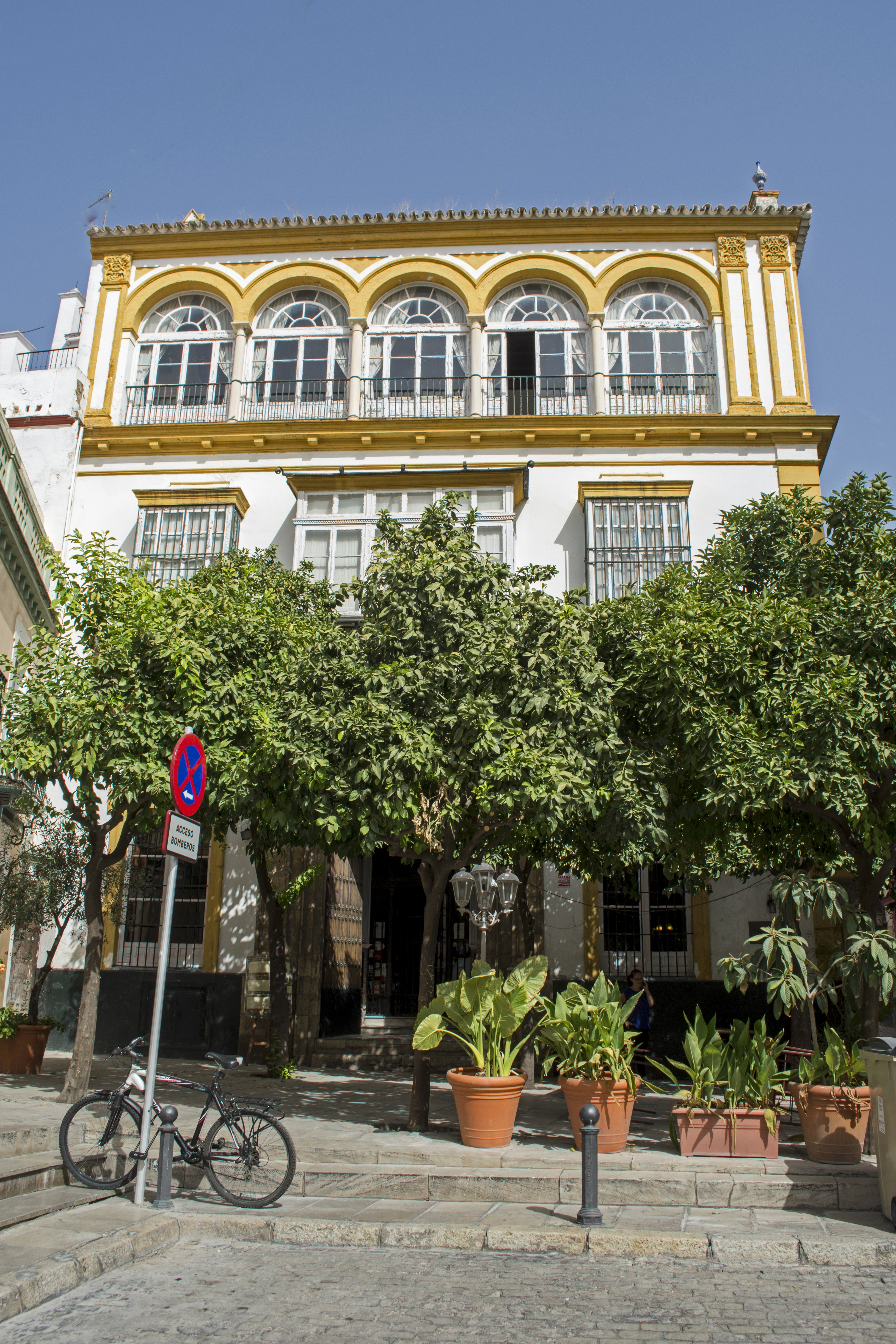
Edificio obra del arquitecto Juan Talavera y Heredia en la plaza de Santa Cruz (1923).

Plaza de tamaño medio y planta rectangular que se encuentra sombreada por naranjos en varios de sus frentes y en cuyo centro se organiza un pequeño jardín elevado, también de planta rectangular. A este jardín se accede mediante pasos escalonados situados a cada lado, desde los que parten paseo bordeados de setos que con un trazado perimetral y otros radiales convergen en el centro, donde se ubica la cruz de forja.

### Cruz de la Sierpes, mal conocida como "de la Cerrajería"
La cruz de forja fue realizada por el rejero Sebastián Conde, natural de Almonte, en 1692. Está situada en el centro del jardín que decora la plaza. Conocida como "Cruz de la Cerrajería", su correcta denominación es Cruz de la Sierpes, documentado por historiadores como Palomero Páramo y Delgado Aboza, por tener su origen en esa calle, mientras que la verdadera Cruz de Cerrajería era otra existente en la cercana calle Cerrajería y realizada en madera, hoy desaparecida. 
Se ubicaba originalmente en el cruce de la calle Sierpes con Rioja. Tenía carácter devocional y conmemoraba la Exaltación de la Cruz. Fue costeada por suscripción popular, inaugurándose el 1 de noviembre de 1692. Fue llevada a su emplazamiento en un carro por la Hermandad del Rosario del Sagrario. Parece ser que sustituyó una anterior.[cita requerida]
El 16 de marzo de 1840 se decidió su desmantelamiento definitivo ante las quejas por el estorbo que ocasionaba a la circulación y el 30 de marzo, durante la noche, se procedió a su desmantelamiento, trasladándose directamente al Museo de Bellas Artes como ha investigado Francisco M. Delgado, y no al convento de Pasión.
En 1916 Santiago Montoto propuso la idea de colocarla en la plaza de Santa Cruz. También se pensó como posible destino en el paseo de Catalina de Ribera. Finalmente el 22 de junio de 1918 se aconsejó al Ayuntamiento por parte del presidente de la Academia de Bellas Artes de Sevilla que se colocara en la plaza de Santa Cruz, a donde llegó en 1921, con motivo de la remodelación de la misma.
Es una cruz sobre una base. En la parte superior de la base hay cuatro faroles. También cuenta con figuras de ángeles. En las cuatro esquinas hay esculturas de difícil definición, pudiendo ser los evangelistas. La base está decorada con motivos vegetales y geométricos. En la base, además de otros adornos, hay cuatro serpientes. La estructura de hierro está situada sobre una plataforma escalonada de ladrillo.
Está considerada la obra maestra de la forja sevillana del siglo XVII. La cruz de guía con la que procesiona cada Martes Santo la Hermandad de Santa Cruz es una reproducción, sin su base, de la cruz que preside la plaza. Es obra del taller de Orfebrería Hermanos Delgado López de Sevilla de 1998. La cruz que hay en la corona de la Virgen de la Esperanza de Triana, realizada por Orfebrería Triana en 1984, es similar a esta, sin su base. En el respiradero del paso de palio de la Hermandad de Pasión hay una reproducción de la cruz con su base.

### Edificios
En esta plaza se levantan tres casas realizadas por Juan Talavera. La primera se encuentra haciendo esquina entre la plaza y la calle Santa Teresa, realizada entre 1919 y 1922, que fue la sede del consulado de Francia hasta 2019, la segunda es la casa del número 8, realizada en 1923, que fue sirvió como vivienda del arquitecto y por último otra casa realizada entre 1919 y 1922.
En la plaza hay una lápida colocada por la Academia de Bellas Artes de Sevilla en 1858 que recuerda que en ese lugar, donde estuvo la primitiva iglesia de Santa Cruz, fueron enterrados los restos del pintor Bartolomé Esteban Murillo.